# 英多
英多為緬甸實皆省杰沙县的城市。位于英多湖东南2千米处。东北6千米处为Naba铁路车站。

## 气候
热带干湿季气候。

## 历史

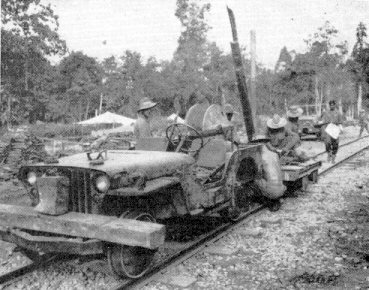
1944年12月15日的英多到Naba的轻型铁路轨道车。

第二次世界大战是重要战役发生地。日军在此建有两个军用机场：英多西机场和英多湖机场。